# Bayu, Shaanxi
Bayu är en köping i Kina. Den ligger i provinsen Shaanxi, i den nordvästra delen av landet, omkring 150 kilometer väster om provinshuvudstaden Xi'an. Antalet invånare är 26 601. Befolkningen består av 12 664 kvinnor och 13 937 män. Barn under 15 år utgör 15,0 %, vuxna 15-64 år 77 %, och äldre över 65 år 6,0 %.
Runt Bayu är det glesbefolkat, med 18 invånare per kvadratkilometer. Närmaste större samhälle är Guozhen, 8,2 km öster om Bayu. I omgivningarna runt Bayu växer i huvudsak blandskog.
Genomsnittlig årsnederbörd är 754 millimeter. Den regnigaste månaden är september, med i genomsnitt 159 mm nederbörd, och den torraste är december, med 2 mm nederbörd.